# فيكتور مولر
فيكتور مولر (بالألمانية: Victor Müller)‏ هو رسام ألماني، ولد في 29 مارس 1830 في فرانكفورت في ألمانيا، وتوفي في 21 ديسمبر 1871 في ميونخ في ألمانيا.